# أغوابانيلا
أغوابانيلا أو أغوا دي بانيلا (بالإسبانية: Aguapanela أو Agua De Panela) هو شراب شائع الوجود في أمريكا الجنوبية وبعض اجزاء أمريكا الوسطى والكاريبي. ويعني حرفياً «ماء البانيلا» لانه عبارة عن نقيع مصنوع من البانيلا، والبانيلا عبارة عن عصير قصب سكر متصلب، يُعد عن طريق غلي وتبخير عصير قصب السكر ثم صبه في قوالب.
على الرغم من وجود اختلافات في الوصفات في جميع أنحاء أمريكا الجنوبية، إلا إن هذا الشراب أكثر شيوعاً في كولومبيا وفنزويلا وأجزاء من البرازيل حيث يتم استهلاكهُ كشاي وكبديل عن القهوة. يوجد الشراب في الإكوادور وتشيلي والبيرو أيضاً مع اختلافات بسيطة. يُشرب في كولمبيا مع القليل من الليمون بشكل مشابه للشاي. 

## طريقة التحضير

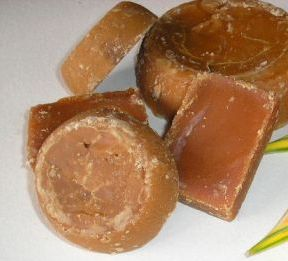
قُطع البانيلا.

يتم إعداد الشراب عن طريق إضافة قطع من البانيلا إلى الماء ومن ثم تحريكه إلى أن تذوب قطع البانيلا تماماً. يمكن تقديم هذا الشراب ساخناً أو بارداً، وغالباً ما يُضاف الليمون أو اللأيم. في بعض الأحيان يتم إضافة الحليب أو قطع الجبن عندما يُقدم ساخناً، وعصير الفواكه عندما يُقدم بارداً. 
في كولومبيا، غالباً ما يتم تحضير القهوة السوداء باستخدام شراب الأغوابانيلا بدلاً من الماء والسكر. 
في كوستاريكا، يتم خلط البانيلا مع الماء الساخن أو الحليب لصنع «أغوا دولسي» (agua dulce) والتي تعني «المياه الحلوة أو العذبة»، وهو مشروب شائع في وجبة الإفطار.

## الاستخدامات
توجد العديد من الادعاءات حول الآثار المفيدة للأغوابانيلا إستناداً إلى معتقدات مثل إمتلاكه فيتامين سي أكثر من عصير البرتقال أو امتلاكه العديد من المعادن التي تعمل على إعادة الترطيب بشكل مشابه لعمل مشروب غاتوريد. من الاعتقادات الشائعة أيضاً إستخدامه لمعالجة الزكام. 
تحول مشروب الأغوابانيلا من مشروب للطبقة العاملة إلى مشروب يمكن العثورعليه كشاي في متاجر المقاهي الراقية في كولمبيا.   